# ATC C07 – Béta-receptor-blokkolók
Az ATC C07 – Béta-receptor-blokkolók a gyógyszerek anatómiai, gyógyászati és kémiai osztályozási rendszerének (ATC) egyik alcsoportja.
| ATC C   | Kardiovaszkuláris rendszer               |
| ------- | ---------------------------------------- |
| ATC C01 | Szívre ható szerek                       |
| ATC C02 | Vérnyomáscsökkentők                      |
| ATC C03 | Diuretikumok                             |
| ATC C04 | Perifériás értágítók                     |
| ATC C05 | Vazoprotektív szerek                     |
| ATC C07 | Béta-receptor-blokkolók                  |
| ATC C08 | Kalciumcsatorna-blokkolók                |
| ATC C09 | Renin-angiotenzin rendszerre ható szerek |
| ATC C10 | Szérum lipidszintet csökkentő szerek     |

## C07A Béta-receptor-blokkolók, önmagukban

### C07AA Nem szelektív béta-receptor-blokkolók
| ATC     | Magyar                 | INN                    | Gyógyszerkönyv              |
| ------- | ---------------------- | ---------------------- | --------------------------- |
| C07AA01 | Alprenolol             | Alprenolol             | Alprenololi hydrochloridum  |
| C07AA02 | Oxprenolol             | Oxprenolol             | Oxprenololi hydrochloridum  |
| C07AA03 | Pindolol               | Pindolol               | Pindololum                  |
| C07AA05 | Propranolol            | Propranolol            | Propranololi hydrochloridum |
| C07AA06 | Timolol                | Timolol                | Timololi maleas             |
| C07AA07 | Szotalol               | Sotalol                | Sotaloli hydrochloridum     |
| C07AA12 | Nadolol                | Nadolol                | Nadololum                   |
| C07AA14 | Mepindolol             | Mepindolol             |                             |
| C07AA15 | Karteolol              | Carteolol              | Carteololi hydrochloridum   |
| C07AA16 | Tertatolol             | Tertatolol             |                             |
| C07AA17 | Bopindolol             | Bopindolol             |                             |
| C07AA19 | Bupranolol             | Bupranolol             |                             |
| C07AA23 | Penbutolol             | Penbutolol             | Penbutololi sulfas          |
| C07AA27 | Kloranolol             | Cloranolol             |                             |
| C07AA57 | Szotalol kombinációban | Szotalol kombinációban |                             |

### C07AB Szelektív béta-receptor-blokkolók
| ATC     | Magyar                          | INN                             | Gyógyszerkönyv                            |
| ------- | ------------------------------- | ------------------------------- | ----------------------------------------- |
| C07AB01 | Praktolol                       | Practolol                       |                                           |
| C07AB02 | Metoprolol                      | Metoprolol                      | Metoprololi succinas, Metoprololi tartras |
| C07AB03 | Atenolol                        | Atenolol                        | Atenololum                                |
| C07AB04 | Acebutolol                      | Acebutolol                      | Acebutololi hydrochloridum                |
| C07AB05 | Betaxolol                       | Betaxolol                       | Betaxololi hydrochloridum                 |
| C07AB06 | Bevantolol                      | Bevantolol                      |                                           |
| C07AB07 | Bizoprolol                      | Bisoprolol                      |                                           |
| C07AB08 | Celiprolol                      | Celiprolol                      | Celiprololi hydrochloridum                |
| C07AB09 | Ezmolol                         | Esmolol                         |                                           |
| C07AB10 | Epanolol                        | Epanolol                        |                                           |
| C07AB11 | S-atenolol                      | S-atenolol                      |                                           |
| C07AB12 | Nebivolol                       | Nebivolol                       |                                           |
| C07AB13 | Talinolol                       | Talinolol                       |                                           |
| C07AB52 | Metoprolol kombinációs csomagok | Metoprolol kombinációs csomagok | Metoprolol kombinációs csomagok           |
| C07AB57 | Bizoprolol kombinációk          | Bizoprolol kombinációk          | Bizoprolol kombinációk                    |

### C07AG Alfa- és béta-blokkolók
| ATC     | Magyar     | INN        | Gyógyszerkönyv            |
| ------- | ---------- | ---------- | ------------------------- |
| C07AG01 | Labetalol  | Labetalol  | Labetaloli hydrochloridum |
| C07AG02 | Karvedilol | Carvedilol | Carvedilolum              |

## C07B Béta-receptor-blokkolók és tiazidok

### C07BA Nem szelektív béta-receptor-blokkolók és tiazidok
C07BA02 Oxprenolol és tiazidok
C07BA05 Propranolol és tiazidok
C07BA06 Timolol és tiazidok
C07BA07 Szotalol és tiazidok
C07BA12 Nadolol és tiazidok
C07BA68 Metipranolol és tiazidok kombinációban

### C07BB Szelektív béta-receptor-blokkolók és tiazidok
C07BB02 Metoprolol és tiazidok
C07BB03 Atenolol és tiazidok
C07BB04 Acebutolol és tiazidok
C07BB06 Bevantolol és tiazidok
C07BB07 Bizoprolol és tiazidok
C07BB12 Nebivolol és tiazidok
C07BB52 Metoprolol és tiazidok kombinációban

### C07BG Alfa- és béta-blokkoló szerek és tiazidok
C07BG01 Labetalol és tiazidok

## C07C Béta-receptor-blokkolók és egyéb diuretikumok

### C07CA Nem szelektív béta-receptor-blokkolók és egyéb diuretikumok
C07CA02 Oxprenolol és egyéb diuretikumok
C07CA03 Pindolol és egyéb diuretikumok
C07CA17 Bopindolol és egyéb diuretikumok
C07CA23 Penbutolol és egyéb diuretikumok

### C07CB Szelektív béta-receptor-blokkolók és egyéb diuretikumok
C07CB02 Metoprolol és egyéb diuretikumok
C07CB03 Atenolol és egyéb diuretikumok
C07CB53 Atenolol és egyéb diuretikumok kombinációban

### C07CG Alfa-és béta-blokkoló szerek és egyéb diuretikumok
C07CG01 Labetalol és egyéb diuretikumok

## C07D Béta-blokkoló szerek, tiazidok és egyéb diuretikumok

### C07DA Béta-blokkoló szerek, nem-szelektív tiazidok és egyéb diuretikumok
C07DA06 Timolol, tiazidok és egyéb diuretikumok

### C07DB Béta-blokkoló szerek, szelektív tiazidok és egyéb diuretikumok
C07DB01 Atenolol, tiazidok és egyéb diuretikumok

## C07F Béta-receptor-blokkolók és egyéb vérnyomáscsökkentők

### C07FA Béta-blokkoló szerek, nem-szelektív és egyéb vérnyomáscsökkentők
C07FA05 Propranolol és egyéb vérnyomáscsökkentők

### C07FB Szelektív béta-receptor blokkolók és egyéb vérnyomáscsökkentők
C07FB02 Metoprolol és egyéb vérnyomáscsökkentők
C07FB03 Atenolol és egyéb vérnyomáscsökkentők
C07FB07 Bizoprolol és egyéb vérnyomáscsökkentők
C07FB12 Nebivolol és egyéb vérnyomáscsökkentők